# Санкт-Йоганн-ім-Заггауталь
Санкт-Йоганн-ім-Заггауталь (нім. Sankt Johann im Saggautal) — громада в окрузі Лайбніц австрійської федеральної землі Штирія.
Громада відома католицькою приходською церквою Івана Хрестителя.